# Albertus van Hulzen

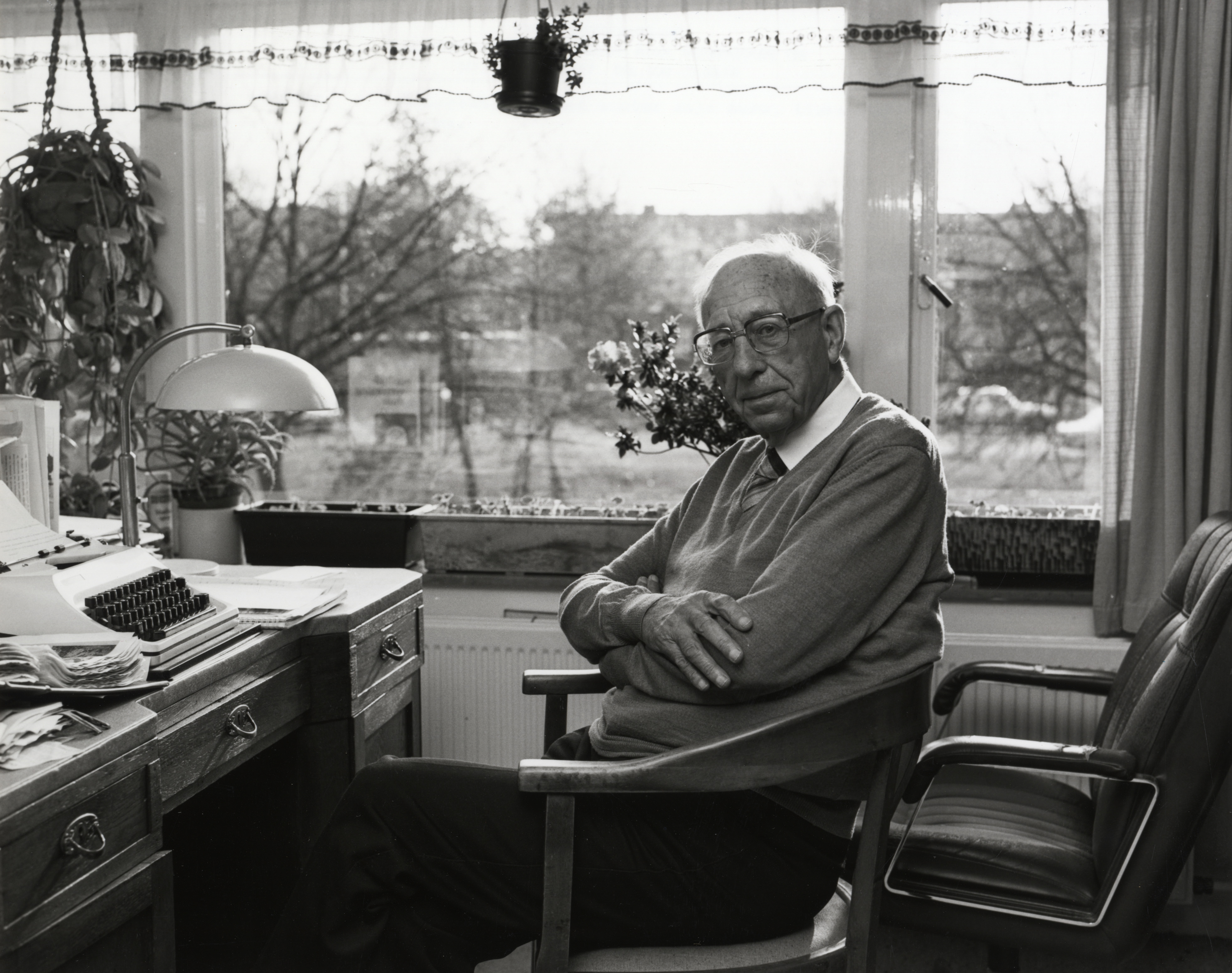
A. van Hulzen, 1986

Albertus van Hulzen (Boskoop, 25 augustus 1905 – Utrecht, 18 september 2006) was een Nederlands historicus. Hij schreef tientallen boeken en talloze artikelen over de geschiedenis van de stad Utrecht en gold tevens als een deskundige op het gebied van de Tachtigjarige Oorlog.

## Biografie
Van Hulzens vader was onderwijzer, aanvankelijk in Boskoop. In 1914 werd hij hoofdonderwijzer van een school in Utrecht, waarop het gezin naar die stad verhuisde. Van Hulzen bezocht in Utrecht het Christelijk Gymnasium en studeerde daarna geschiedenis aan de Universiteit Utrecht. Hij promoveerde in 1932 bij professor G.W. Kernkamp op een proefschrift over de stad Utrecht in de jaren vlak voor het begin van de Tachtigjarige Oorlog.
Van Hulzen was tussen 1932 en 1970 leraar geschiedenis aan de Rijkskweekschool te Utrecht. Hij ontwikkelde een geschiedenismethode voor het basisonderwijs.
Van Hulzen ambieerde geen wetenschappelijke carrière. Hij wilde vooral veel mensen interesseren in geschiedenis en zag het opleiden van onderwijzers als een belangrijke stap in dat proces. Hij heeft zich als historicus beziggehouden met de geschiedenis van de stad Utrecht. Hij was geïnteresseerd in roerige periodes: de zestiende eeuw, de Bataafse Republiek en de Franse tijd, en de snelle ontwikkelingen in de 19e en 20e eeuw. Hij kreeg in 1987 de zilveren stadspenning van de stad Utrecht.
Hij was een voorstander van nauwere culturele banden tussen Nederland en Vlaanderen. In 1976 ontving hij een Belgische erepenning voor zijn werk ten dienste van de Nederlandse cultuur in Nederland, Vlaanderen en Noord-Frankrijk.